# Rhododendron zhongdianense
Rhododendron zhongdianense là một loài thực vật có hoa trong họ Thạch nam. Loài này được L.C. Hu miêu tả khoa học đầu tiên năm 1984.